# الن میلز (تنیس‌باز)
 الن میلز (انگلیسی: Alan Mills؛ ۶ نوامبر ۱۹۳۵ – ۱۸ ژانویهٔ ۲۰۲۴) یک تنیس‌باز اهل بریتانیا بود.